# رامون كابريرو
رامون كابريرو (بالإسبانية: Ramón Cabrero)‏ هو مدرب كرة قدم ولاعب كرة قدم إسباني وأرجنتيني، ولد في 11 نوفمبر 1947 في سانتاندير في إسبانيا، وتوفي في 1 نوفمبر 2017 في بوينس آيرس في الأرجنتين بسبب أمراض دماغية وعائية. لعب مع أتلتيكو مدريد وريال مايوركا ونادي إلتشي ونادي لانوس ونيولز أولد بويز.

## وصلات خارجية
- رامون كابريرو على موقع قاعدة بيانات كرة القدم.إي يو (الإنجليزية)